# Ichneumon nyassae
Ichneumon nyassae là một loài tò vò trong họ Ichneumonidae.